# Vágszállás
Vágszállás (1902-ig Szedlicsna, szlovákul Sedličná) Trencsénsztankóc településrésze, korábban önálló község Szlovákiában, a Trencséni kerületben, a Trencséni járásban.

## Fekvése
Trencséntől 7 km-re délnyugatra fekszik. Trencsénsztankóc északkeleti részét alkotja.

## Története
Vágszállás első írásos említése 1403-ban „Zedlysna” alakban történt. 1496-ban „Zedlych”, később „Sedlych”, „Zelychna”, „Sedlyznye” néven szerepel a korabeli forrásokban. Nemesi község volt számos birtokossal, közülük a Szedliczky, Kopcsászkó, Bremecskó, Glosz, Dubniczky, Adamovszky, Szilágyi, Valentini, Omaszta, Nevedzky, Szilvay, és Thurzó családok a jelentősebbek. Köztük találjuk a cseh származású Lipszky családot, melynek birtoka a neves térképész, Lipszky János halála után a gölnicbányai Seldenreich családé lett, akik a 19. században Zsolnayra magyarosították nevüket.
A 18. század végén Vályi András így ír róla: „SZEDLICZNA. Tót falu Trentsén Várm. földes Urai több Urak, lakosai katolikusok, fekszik Turnához közel, mellynek filiája, határja meglehetős, javai külömbfélék.”
Fényes Elek 1851-ben kiadott geográfiai szótárában így ír a településről: „Szedliczna, tót falu, Trencsén vmegyében, a Vágh balpartján: 158 kath., 33 evang., 30 zsidó lak. Termékeny határ; jó rét és legelő; erdő; synagoga. F. u. többen. Ut. p. Trencsén 1 óra.”
1877-ben a faluban több kézműves, így kőműves, kovács és asztalos is volt. 1880-ban 185 lakosából 125 szlovák, 31 német, 20 magyar anyanyelvű és 9 csecsemő volt. 1890-ben 194 lakosából 141 szlovák, 43 német, 7 magyar és 3 egyéb anyanyelvű volt; ebből 104 római katolikus, 45 evangélikus és 45 izraelita vallású volt. 1900-ban 212 lakosából 168 szlovák, 36 német, 8 magyar és 3 egyéb anyanyelvű volt. 1910-ben 206 lakosából 160 szlovák, 24 magyar és 22 német anyanyelvű volt. A trianoni békéig Trencsén vármegye Trencséni járásához tartozott.
1921-ben 217 lakosából 186 csehszlovák, 4 magyar, 1 német és 26 zsidó volt; ebből 125 római katolikus, 66 evangélikus és 26 izraelita vallású volt. 1930-ban 204 lakosából 199 csehszlovák, 2 zsidó és 3 magyar volt; ebből 131 római katolikus, 59 evangélikus, 11 izraelita és 3 egyéb vallású volt. 1970-ben 474 lakosából 470 szlovák és 4 cseh volt. 1972-ben egyesítették Kisszaniszlóval, Nagyszaniszlóval és Rozváddal.

## Híres emberek
- Itt született 1766. április 10-én és hunyt el 1826. május 2-án Lipszky János magyar katonatiszt, térképész, a magyar térképészet egyik meghatározó alakja.

## Nevezetességei
- Haranglába 18. századi népi alkotás.
- Egykor zsinagógája is volt, mely a II. világháborúban semmisült meg.

## Külső hivatkozások
- Vágszállás Szlovákia térképén

## Lásd még
- Trencsénsztankóc
- Kisszaniszló
- Nagyszaniszló
- Rozvád